# Simone Kopmajer
Simone Kopmajer (Schladming, 1981) is een Oostenrijkse jazzzangeres.

## Biografie
Kopmajer groeide op in Bad Aussee en leerde op 8-jarige leeftijd piano spelen. Op 12-jarige leeftijd wisselde ze naar de saxofoon. Ze kwam via haar vader bij de jazz, in wiens band ze al op jeugdige leeftijd speelde. Op 17-jarige leeftijd moedigde Sheila Jordan haar aan om te gaan zingen. Ze studeerde aan de Universität für Musik und darstellende Kunst Graz bij Mark Murphy en ze maakte spoedig naam als jazzzangeres. 
Al in 2003 onderscheiden met de New York-beurs van de Hans Koller-prijs ging ze kort daarna naar de Verenigde Staten, waar ze op 21-jarige leeftijd haar eerste plaat opnam. Het door Todd Barkan geproduceerde album Moonlight Serenade werd in Japan een succes. Ze nam zes verdere albums op voor het Japanse Venus Records, o.a. met George Mraz, Houston Person en Aaron Heick. Het in 2011 uitgebrachte album Nothing's Gonna Change maakte haar ook bekend in Thailand, waar ze de hoofdattractie was tijdens het Chiang Mai Jazz Festival. Ze toerde in Noord-Amerika, Zuidoost-Azië, Australië en Europa. Haar album The Best in You (2014) werd in Jazz Podium als professioneel vormgegeven, klassieke jazz-zang-productie gewaardeerd, omdat ze de twaalf songs daarop elk een onverwisselbare stemmige uitdrukking gaf.

## Discografie
- 2003: Moonlight Serenade (Venus Records, met John di Martino, Hans Glawischnig, Philipp Kopmajer)
- 2004: Romance (Zoho, met Eric Alexander, met John di Martino, George Mraz, Tim Horner)
- 2007: Taking a Chance on Love (Venus Records, met Dick Oatts, Houston Person, John di Martino, George Mraz, Tim Horner)
- 2008: Let´s Fall in Love (Venus Records, Houston Person, Aaron Heick, John di Martino, George Mraz, Victor Lewis & Metropolitan String Quartet)
- 2010: Didn´t You Say (Karonte, Hitman Jazz, Edel; Tim Ouimette, James Chirillo, John di Martino, Richie Goods, Tim Horner)
- 2011: Nothing´s Gonna Change (Hitman Jazz, Wolfgang Puschnig, John di Martino, Jamaaladeen Tacuma, Reinhardt Winkler)
- 2014: The Best in You (Lucky Mojo Records, met Richard Tucker, Aaron Graves, Jeff Monjack, Wolfgang Puschnig, Jamaaladeen Tacuma, Reinhardt Winkler, Paul Urbanek, Bertl Mayer, Horst-Michael Schaffer)
- 2016: The Collection (Master Music; compilatie)
- 2017: Good Old Times (Hitman Records, Paul Urbanek, Jean-Paul Bourelly, Margarethe Deppe, Jamaaladeen Tacuma, Reinhardt Winkler)
- 2018: Spotlight on Jazz (Lucky Mojo Records, met Terry Myers, Paul Urbanek, Martin Spitzer, Karl Sayer, Reinhardt Winkler)

- Biblioteca Nacional de España: XX5030129
- Gemeinsame Normdatei: 1037328671
- International Standard Name Identifier: 0000 0001 3057 9525
- Library of Congress Control Number: n2006063536
- MusicBrainz: 76bc50ef-bf4a-4e57-a09e-ecacc17b11bc
- Virtual International Authority File: 304937015